# Melanitis lucillus
Melanitis lucillus är en fjärilsart som beskrevs av Hans Fruhstorfer 1908. Melanitis lucillus ingår i släktet Melanitis och familjen praktfjärilar. Inga underarter finns listade i Catalogue of Life.